# Mercado del Puerto de La Luz

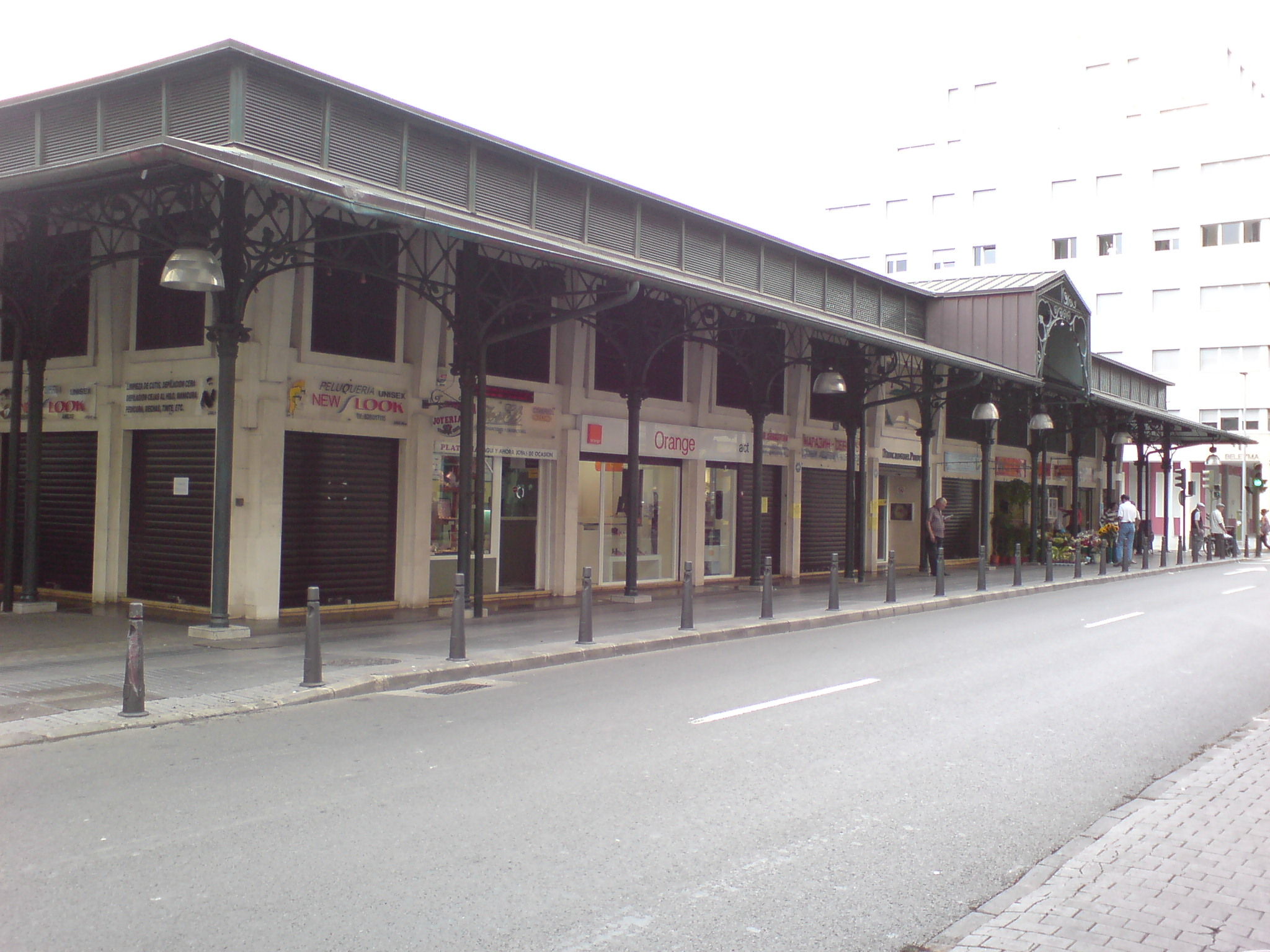
Mercado del Puerto de La Luz Westfassade

Der Mercado del Puerto de La Luz ist ein historisches Marktgebäude in der Hauptstadt Las Palmas de Gran Canaria auf den Kanarischen Inseln.
Das Gebäude im Hafengebiet war ursprünglich der älteste Lebensmittel- und Fischmarkt in der Stadt Las Palmas. Das modernistische Gebäude aus Schmiedeeisen mit einer Grundfläche von rund 1700 m² wurde nach den Plänen des Architekten Laureano Arroyo errichtet und 1891 eröffnet. Der Markt deckte den Versorgungsbedarf der wachsenden Bevölkerung, die sich in den 1890er Jahren um den Puerto de La Luz ansiedelten.

## Beschreibung
Es ist ein quadratisches Gebäude mit einer achteckigen innenliegender Glaskuppel und vier Eingängen, die an den Straßen Rafael Bento Travieso, Calle Tenerife, Calle López Socas und Calle Albareda angrenzen. Die Stützsäulen aus Gusseisen sind mit dekorativen Elementen des Jugendstils versehen. Die Querverbindungselemente bestehen aus gewalzten oder geschmiedeten und vernieten Weicheisenteilen. Im Jahre 1994 wurde das Gebäude renoviert und umgebaut.
Der Mercado del Puerto ist eines der bedeutenden Werke der Eisenarchitektur auf Gran Canaria und wurde 2005 als Baudenkmal in die Liste Bien de Interés Cultural aufgenommen. Der Markt zählt zu den städtischen Attraktion im Tourismus und beinhaltet heute neben dem täglichen Lebensmittelmarkt auch verschiedene kleinere Geschäfte der unterschiedlichsten Branchen.